# Emilio Calandín Hernández
Emilio Calandín Hernández (València, 20 de desembre del 1958) és un compositor i pedagog musical valencià. Doctor en Música por la Universitat Politécnica de València. Professor d'orquestració i instrumentació, música contemporània i música i cine del Conservatori Superior de Música de Castelló (Castelló de la Plana).

## Biografia
De família d'artistes, és net de l'escultor i pintor Emili Caladín (València 1870-Barcelona, 1919), autor de l'escultura El Palleter; i els seus pares foren l'actor i director de teatre Emilio Calandín i la pianista i professora de música J. Hernández, de qui rebé les primeres lliçons. Continuà la formació als conservatoris de València, Alacant, Carcaixent i Meliana. Va ser alumne de Josep Bàguena i de Francesc Llàcer, amb qui aprengué harmonia, composició i anàlisi musical, i durant els anys 1997-19987 fou becat per estudiar a l'Academia Española de Roma. Co-fundador i director de la Jove Orquestra Salvador Giner (1989-1995), professor de Guitarra i Harmonia a l'Institut Musical Giner (1988-2001); també ha sigut catedràtic d'Harmonia i Composició al Conservatori Superior de Música de València, i des del 2006 és catedràtic interí al Conservatori Superior de Música de Castelló.
El 2013 obtingué el primer premi del Quart concurs de composició musical MIQ, a Guanajuato amb l'obra De amores i sueños sobre textos d'El Quixot.

## Obres
- Ausades (1997), música per a l'escena
- Beniflorem (1995), música per a dansa

### Per a orquestra
- Alborades (1992)
- Esculpir en el tiempo (2006)
- Folkoverture (scherzando) (2004)
- Introducción y Cántico (1998)
- Nucs (1995)
- Sombras superpuestas (2004)
- La Via del Sole (2000)

### De cambra
- Akasha (1994), per a quatre percussionistes
- De amores i sueños, per a baríton, clarinet, violí, violoncel i piano, premi del concurs de Composició Musical MIQ 2013 a Guanajuato[1]
- Du.she (1998), per quartet de corda
- Il filo imbrogliato (1998), per a quartet de vent fusta
- Frammenti due (2001), per a saxo tenor i violoncel
- Frammenti 5 (2006)
- Frammenti 5b (2007)
- Hacia la transparencia (2008)
- Kamala (1991)
- Lam-Rim (1998), per quintet de corda
- Llanto (2002)
- Llanto II (2003)
- Llantos de ausencia (1990)
- Magma (1994), per a quartet de corda
- Nebbia (1991)
- Sac de noeuds (1992), per a quintet de vent fusta
- Tramas (1992)
- Tres canciones (1989), per a soprano i guitarra
- Tres Haikus (2007)
- 3' per Roma (1998), per a violoncel i piano
- Tulkus (1998), per a flauta i clarinet
- Zapping (1993), per a quartet de corda

### Per a solista
- Acróstic (1995) per a piano[3]
- Círculos (1994) per a flauta
- Epitafi, raó i desencantament (2009) per a piano, en homenatge al musicòleg Ramon Barce Benito[1]
- Frammenti uno (2001) per a guitarra
- Frammenti uno-bis (2002) per a guitarra
- Fuga sobre el nom de Francisco Llácer Pla (2020), per a piano
- Mirabilia (1989) per a flauta
- Mirabilia II (1991) per a clarinet en sib
- Omaggio rooms (1991) per a guitarra
- Pequeñas variaciones (1982) per a guitarra
- Preludio (1983) per a piano
- Ricercare (1989) per a piano[3]
- Simbolismos (1994) per a guitarra
- Tempo mosso, tempo fermato (2003) per a clarinet en sib
- Tres naipes del I Ching (2008) per a piano, encàrrec de l'Institut Valencià de la Música per al Concurs Internacional de Piano José Iturbi[3]
- Voci del fiume (1993) per a piano, inspirada en Siddhartha, de Hermann Hesse[3]

### Enregistraments
- Morant Albelda, Antonio; Jaume, Bartomeu; Fernández Magdaleno, Diego (intèrprets). Piano Sounds (1983-2020). Obra pianística de Emilio Calandín.  València: Liquen Records, 2020.[3]